# كتاب أكبر
كتاب أكبر (بالفارسية: أكبرنامه) يضم في صفحاته التأريخ الرسمي لأحداث عهد السلطان المغولي جلال الدين أكبر (للفترة من 1556-1605) حيث قام السلطان المغولي الثالث بتكليف المؤرخ وكاتب البلاط السلطاني أبو الفضل بن مبارك الذي كان ضمن التسعة المُختارين (يسمون الجواهر التسعة) في البلاط السلطاني حينها بكتابته. الكتاب مكتوب باللغة الفارسية التي كانت هي اللغة الأدبية للمغول. يشمل كتاب أكبر تفاصيل وتصوير لحياة السلطان أكبر بشكل دقيق.

## التاريخ
أُنجز تأليف كتاب أكبر بتكليف من السلطان جلال الدين أكبر نفسه، وكتبه أبو الفضل بن مبارك، أحد «الجواهر التسعة» في بلاط السلطان آنذاك. ويُذكر أن إعداد الكتاب استغرق سبع سنوات  حتى اكتمل. تضم النسخ الأصلية من هذا الكتاب العديد من الرسومات (المنمنمات) التي تعزِّز النصوص المكتوبة وتُوضّحها، ويُعتقد أنّ هذه الرسوم أُنجزت بعد الانتهاء من الكتاب بين عامي 1592 و1594، على يد رسامي البلاط في عهد السلطان أكبر. وتُعدّ هذه الرسوم من أبرز ما قدّمته مدرسة الرسم المغولية وأساتذتها، وعلى رأسهم الرسام الهندي الشهير باسوان [الإنجليزية]، الذي اعتُبرت أعماله ابتكاراً جديداً في الفن الهندي.
بعد موت السلطان جلال الدين أكبر في سنة 1605، ظلت المخطوطة في مكتبة ابنه نور الدين سليم جهانكير (حكم في الفترة: 1605-1627) ومن ثم شهاب الدين محمد شاه جهان (حكم في الفترة: 1628-1658). توجد مخطوطة كتاب أكبر في يومنا هذا مع 116 صورة مُضمنة (المنمنمات) في متحف فيكتوريا وألبرت حيث قام بشرائها المتحف سابقاً عندما كان اسمهُ متحف جنوب كينسينغتون عام 1896 من السيدة فرانسيس كلارك التي حصلت عليها من زوجها بعد تقاعده من منصب مفوض لدى مملكة أوده -Oudh- (الفترة: 1858-1862). تم بعد ذلك إزالة الصور والرسومات من المجلدات ومن ثم عُلقت في براويز مؤطرة لعرضها.

## المجلدين الأول والثاني
المجلد الأول من كتاب أكبر يتكلم عن ولادة جلال الدين أكبر وتاريخ عائلة تيمورلينك وفترة حُكم ظهير الدين بابر وأبنه نصير الدين همايون وسلالة آل صوري و سلاطين دلهي. المجلد الثاني يصف بشكل مفصل تاريخياً عهد حكم جلال الدين أكبر حتى عام 1602 والوقائع التي حدثت آنذاك. كما يتناول المجلدان انتصار السلطان أكبر وبيرم خان في معركة بانيبات ضد هيمو (جنرال حرب هندي ووزير لدى آل صوري).

## المجلد الثالث:العين-أكبري

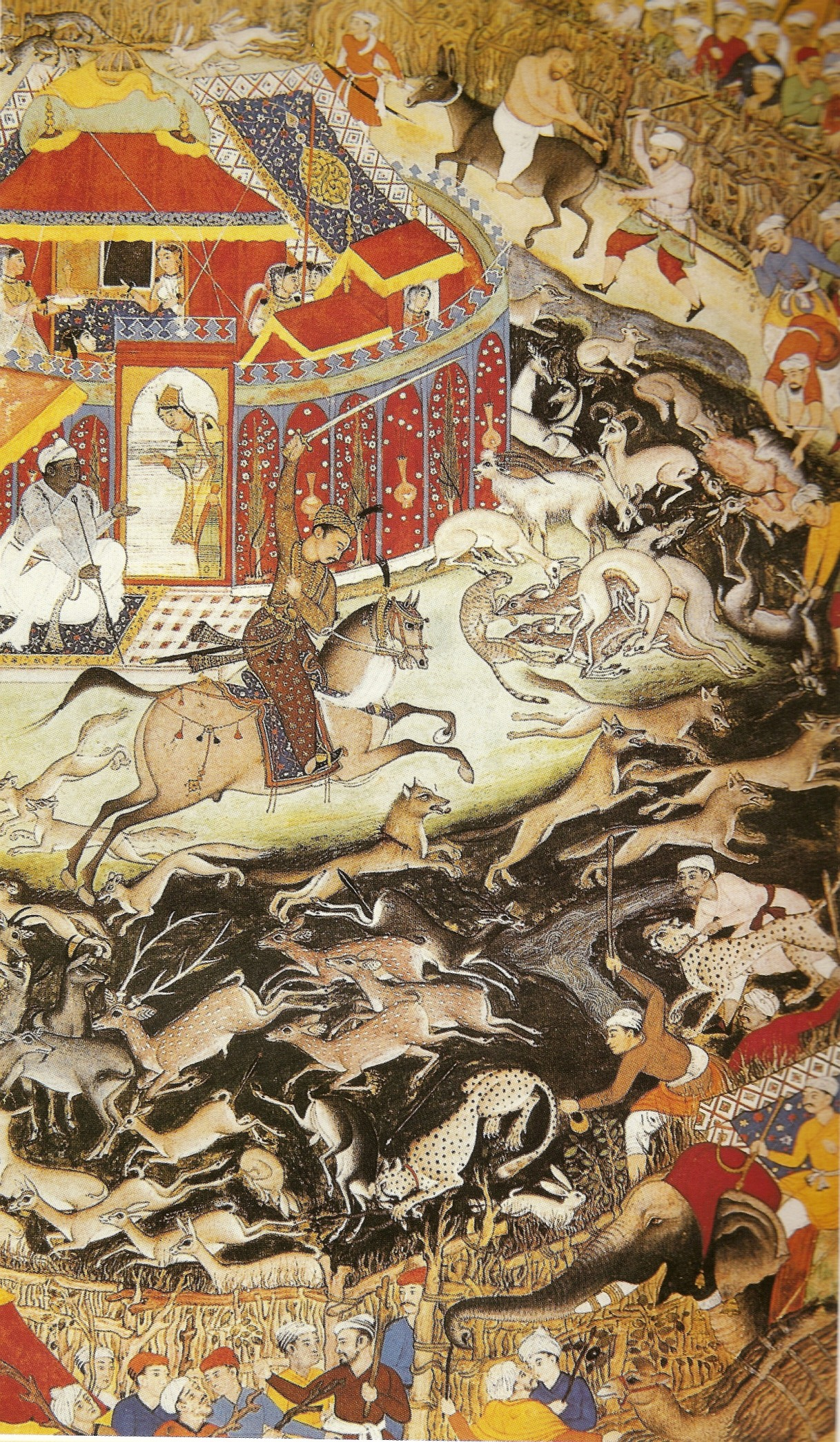
السلطان أكبر في رحلة صيد

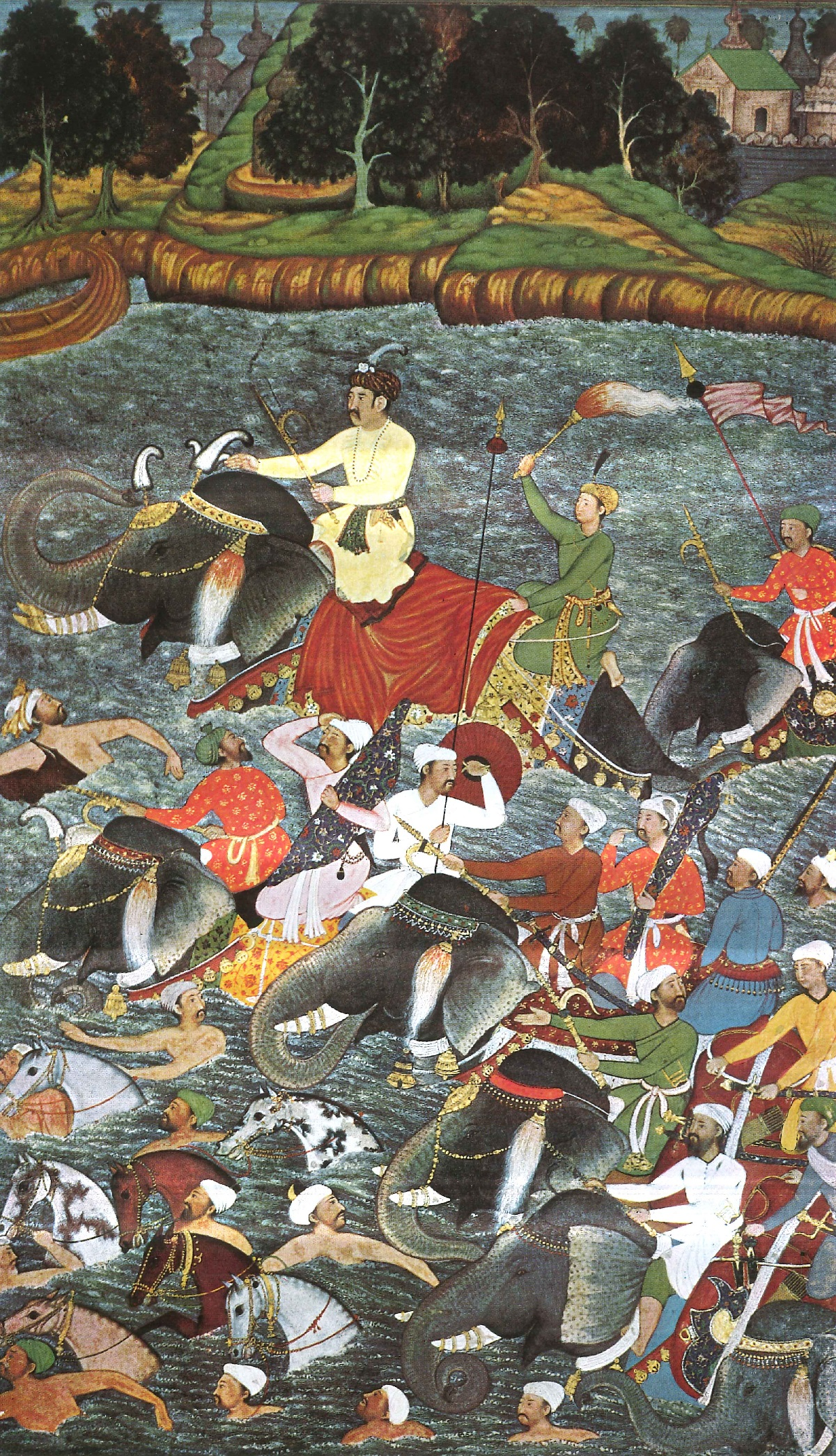
السلطان جلال الدين أكبر يعبر النهر ليلاً

المجلد الثالث يُدعى Ā’īn-i-Akbarī ويضم تفاصيل النظام الإداري في الإمبراطورية وكذلك يحتوي على «حساب علوم الهندوس» الشهير. كما يتناول حياة أكبر المنزلية وأمور الجيش ومايتعلق بالإيرادات ومعلومات عن جغرافيا الإمبراطورية. كما يضم أيضاً تفاصيل غنية عن تقاليد وثقافة الناس الذين يعيشون في الهند. كما يشتهر هذا المجلد بتفاصيله الإحصائية الدقيقة والمتنوعة عن أمور مثل المحاصيل الزراعية والأسعار والأجور والإيرادات. أبو الفضل نثر في هذا المجلد  ماكان يطمح له ويفكر فيه مسبقاً فيقول: «في قلبي منذ زمن رغبة وطموح لأن أقوم بإستعراض، إلى حد ما، حال هذا البلد المترامي الأطراف وأن أقوم بتسجيل العلوم والآراء من أوساط الأغلبية الهندوس. لا أعلم هل هو شغفي لموطني الأم الذي يجذبني ويؤثر علي أم هي دقة البحث التاريخي وصدق الحقيقة التي تروى...» (من الترجمة الإنجليزية الخاصة بهاينريش بلوتشمان والعقيد هنري سوليفان جاريت، المجلد الثالث، ص 7).  يشرح هذا القسم أيضاً أهم المعتقدات للمدارس الست الكبرى في الفلسفة الفكرية الهندوسية واليانية والبوذية والناستيكا. كما أنه يسرد من الهند أموراً تتعلق بالجغرافيا وأوصاف الكون وبعض الحكايات الهندية في فلسفة الجمال. معظم هذه المعلومات مستمدة من النصوص السنسكريتية ونظم المعارف. يعترف أبو الفضل أنه لا يعرف اللغة السنسكريتية ويُعتقد أنه قام بالوصول إلى هذه المعلومات من خلال وسطاء يرجح أنهم ينتمون لليانية لأنهم كانوا الأكثر تفضيلاً في البلاط السلطاني آنذاك.
عند وصف الهندوسية قام أبو الفضل بمحاولة عرض الأمور بمفهوم يستطيع المسلمون إدراكه. فالعديد من المسلمين المحافظين إعتقدوا أن الهندوس مذنبين بارتكابهم أعظم الكبائر وهي الشرك والوثنية.
علق أبو الفضل على موضوع الوثنية بقوله أن الرموز والصور التي يحملها الهندوس لاتعتبر أصنام بل وجودها معهم هو محاولة لإشغال عقولهم من التفكير بعيداً والتيه. وكتب أبو الفضل أن عبادة الله وحده لاشريك له هو الأمر الذي يجب طلبه والسعي وراءه.
ووصف أبو الفضل النظام الطبقي في الهند إلى القراء بأن كتب الاسم والرتبة وواجبات كل طبقة. ثم يمضي في وصف ستة عشر فرعاً والتي تأتي من التزاوج بين الأربعة الأساسية.
بعد ذلك قام أبو الفضل بالكتابة عن الكارما فكتب «هو نظام معرفة استثنائي ورائع للشخصية، تعلمته في أرض الهندوس وأتفق معه دون رأي مخالف.» فقام بوضع الأعمال وما تجلبه في الحياة الأخرى مقسمة لأربعة أنواع. أولاً، قام بكتابة طرق مختلفة لكيفية ولادة شخص في طبقة معينة لطبقة مختلفة في الحياة الأخرى وطرق أخرى قد تقوم بتغيير جنس الشخص أيضاً. ثم صنف النوع الثاني لأمراض وبلاء قد تصيب الشخص. والنوع الثالث يشمل الأفعال التي تتسبب في أن تكون المرأة عاقرا أو تؤدي لوفاة الطفل. والنوع الرابع يختص في المال والكرم أو الحاجة إليهما.
المجلد الثالث  العين-أكبري يوجد حاليا في قصر هازارد واري في ولاية البنغال الغربية.

## خلاصة
يقول عبد الحليم محمود: الأمبراطور جلال الدين محمد أكبر، يحرص على مبدأ أنه (لا اختلاف بيننا بسبب العقيدة)، ويقول بأنه مسلم حنفي يحترم كل الأديان، فاستهجن المتشددين والمتزمتين ما قاله، وجعلوه ناقص دين، وألبسوه لباس الردة، وقالوا بأنه السبب في تنفذ الأنجليز في الهند، وهو وراء انتشار المسيحية بها، بالرغم من أنه حارب الأنجليز، وبسط نفوذه كسلطان مسلم لأول مرة على كامل شبه جزيرة الدكن، قد تكون له عيوب وأخطاء، إلا أنه من الوجهة السياسية لا يختلف عن باقي سلاطين المسلمين في مشارق الأرض ومغاربها، ولكن تاريخه تعرض لعملية تزييف ممنهج من قبل مبغضيه وأذيالهم من المستشرقين وجاراهم في ذلك بعض المعاصرين بدون تحقيق، والقصد منه، تشويه سيرة هذا السلطان المسلم وتصويره بالمارق عن الدين، ويجب أرجاع الأعتبار لهذا البطل المسلم المفترى عليه.
يقول عبد الرحمن بدوي: الواضح أن «أعمال» جلال الدين أكبر لا تتنافى مع الإسلام في شيء، وقصارى أمرها أنها أمور تنظيمية فرعية لا تمسّ حقيقة الإسلام في شيء، ولا يمكن أبدًا أن يؤاخذ عليها مسلمٌ حتى في ذلك العهد، فضلاً عن أن يُكفّر بها! وإنما تدلّ على أن أفق أكبر الديني كان واسعًا يتجاوز الحدود الضيقة التي يتوهّم بعض المتزمتين ضرورة وضعها للإسلام..

## وصلات خارجية
- كتاب أكبر كمخطوطة أصلية على المكتبة الرقمية العالمية التابعة للأمم المتحدة.
- معلومات عن كتاب أكبر باللغة الإنجليزية نسخة للقراءة من جامعة كولومبيا.